# 다리우스 3세
다리우스 3세(기원전 380년 ~ 기원전 330년, 페르시아어 داریوش 다리우슈)는 페르시아 제국 아케메네스 왕조의 마지막 왕으로 기원전 336년부터 기원전 330년까지 재위했다. 그는 알렉산드로스 대왕의 원정으로 폐위되었고 페르시아 제국은 멸망했다.
어머니는 시시감비스, 아내는 스타테이라 1세, 딸은 나중에 알렉산더 3세의 왕비가 된 스타테이라 2세와 헤파이스티온의 아내가 된 드리페티스가 있다. 다리우스 3세의 화상으로 유명한 이 참고 사진은 화산 폭발로 매몰된 폼페이에서 출토된 것이다.

## 생애
기원전 338년에 페르시아 제국 아케메네스 왕조의 환관이자 재상인 바고아스는 쿠데타를 일으켜 아르타크세르크세스 3세를 처형하고, 2년 후에는 유배된 그의 아들 아르세스마저 처형했다. 바고아스는 자신이 마음대로 조정할 수 있는 자를 왕에 앉히려고 왕가에서 갈라져나온 먼 친척인 코도만누스를 지정하여 왕에 임명했는데 그가 바로 다리우스 3세이다. 다리우스 3세의 아버지는 아르타크세르크세스의 조카였고 어머니는 아르타크세르크세스 2세의 딸인 시시감비스였다.
다리우스 3세는 왕위에 오르자마자, 야심많은 환관인 바고아스의 영향에서 벗어나겠다고 선언했고 쿠데타를 획책했다. 이 말을 들은 바고아스는 독배를 왕에게 주어 죽이고 자신이 왕위에 오르려 했으나, 다리우스는 그 잔을 도리어 바고아스에게 주어 죽였다. 다리우스 3세가 즉위했을 때 제국은 불안정하고 많은 땅을 지배하고 있는 속주 태수들은 질투심이 많고 믿을 수 없는 상태였다.
기원전 337년에 마케도니아의 필리포스 2세는 페르시아 지배 아래에 있는 그리스 도시들의 해방을 위해 코린토스 동맹을 결성하고, 이듬해 소아시아에 선발대를 보냈다. 그러나 그해 7월에, 그는 배후가 정확히 밝혀지지 않은 채 암살당했고 아들인 알렉산드로스 대왕이 뒤를 이었다.
기원전 334년 봄에, 알렉산드로스는 군대를 이끌고 다르다넬스 해협을 건넜다. 전쟁에 대한 준비가 전혀 되어있지 않은 채, 이들을 맞은 페르시아의 군대는 속주총독들이 맞서 싸웠으나 그라니코스강 전투에서 패배했다. 다음 해 알렉산드로스는 소아시아의 대부분을 점령한 후, 킬리키아까지 진격했다.
기원전 333년에 다리우스는 직접 페르시아 내륙에서 대군을 모아 출전했으나 11월 이수스 전투에서 패배해 도망쳤다. 그때 그의 어머니인 시시감비스와 처자식들이 알렉산드로스의 포로가 되었다. 그 후 알렉산드로스에게 강화하자는 편지를 2번이나 보냈고 마케도니아와 페르시아가 동맹을 맺는 조건으로 막대한 재물을 주고, 유프라테스강 서쪽에 있는 페르시아 영토를 마케도니아에게 모두 넘겨주겠으며, 자기 딸과 결혼하라고 했다. 알렉산드로스는 이러한 강화의 제의를 다 거절하고 메소포타미아로 진격했다.

## 최후

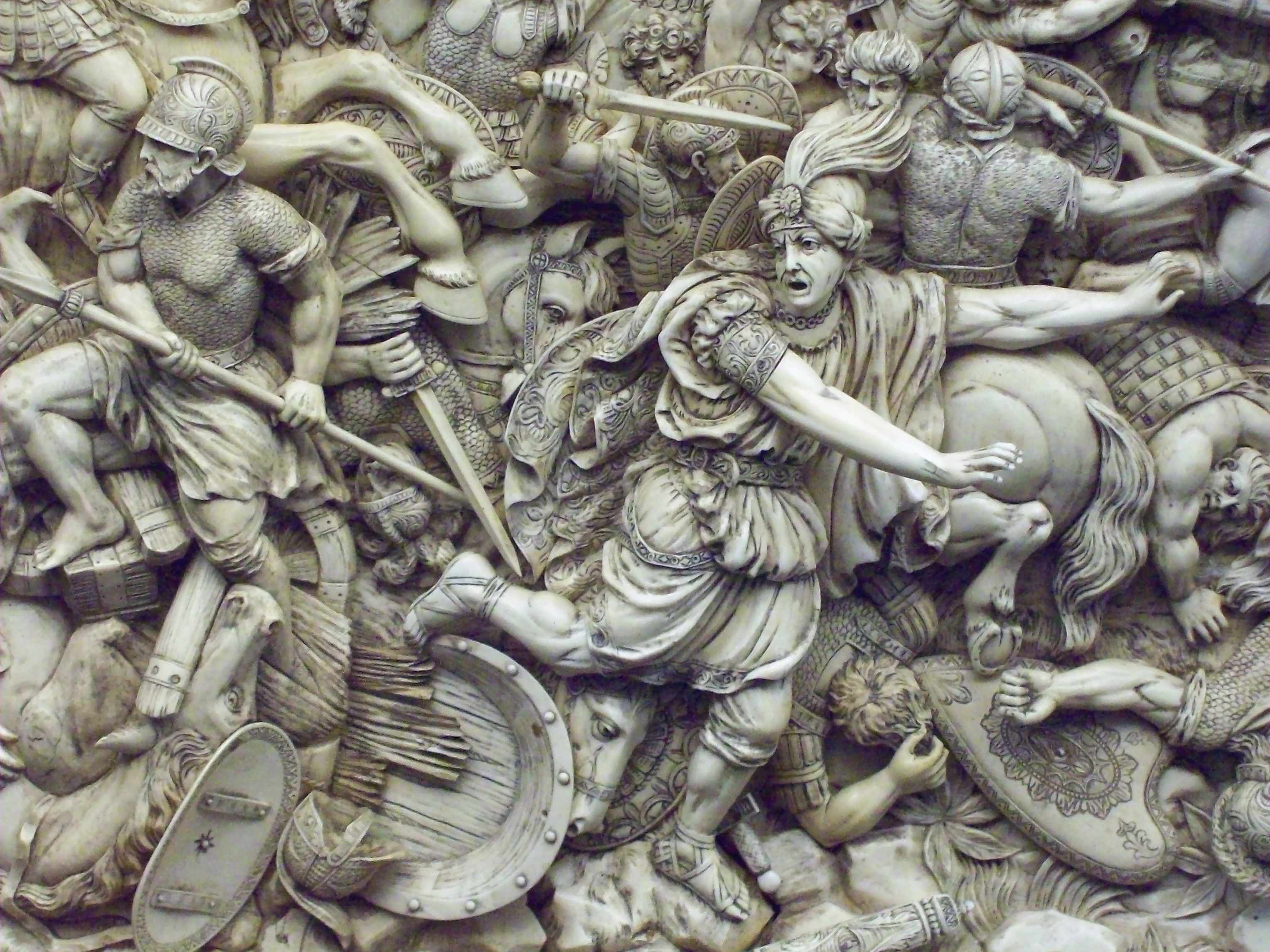
가우가멜라 전투에서 다리우스의 도주 (18세기 상아 부조)

이에 다리우스는 마케도니아 군이 유프라테스강과 티그리스강을 건너게 하고 기원전 331년 10월 1일에 지금의 이라크 모술의 동쪽에 있는 가우가멜라에서 전투를 벌였으나 크게 패해서, 엑바타나로 피난하였고 알렉산드로스가 추격하자 다시 동쪽으로 박트리아까지 피난하였지만 자신의 부하이자 바고아스의 친척이었던 베소스 일파에게 잡혀 처형되었다.

## 전기
- Prevas, John. Envy of the Gods: Alexander the Great's Ill-Fated Journey across Asia. Da Capo Press, 2004.